# Сіроштан Василь Федорович
Васи́ль Фе́дорович Сірошта́н (1939 — 1995, убитий біля села Ленінське Красногвардійського району Автономної Республіки Крим) — український радянський діяч, новатор сільськогосподарського виробництва, голова колгоспу імені ХІХ партз'їзду Красногвардійського району Кримської області. Кандидат у члени ЦК КПУ в 1981—1990 р. Депутат Верховної Ради УРСР 10-го скликання. Кандидат сільськогосподарських наук (1974).

## Біографія
Освіта вища. Закінчив Кримський сільськогосподарський інститут імені Калініна.
У 1963—1975 роках — головний агроном колгоспу «Гвардієць» Нижньогірського району Кримської області; головний агроном, заступник голови колгоспу імені Леніна Красногвардійського району Кримської області.
Член КПРС з 1965 року.
У 1975—1995 роках — голова колгоспу імені ХІХ партз'їзду села Ленінського Красногвардійського району Кримської області.
Був членом Партії економічного відродження Криму.
Убитий найманим убивцею в серпні 1995 року в полі біля села Ленінського Красногвардійського району Автономної Республіки Крим.

## Нагороди
- ордени
- медалі